# Wygrana w dziewięciu rzutkach
Wygrana w dziewięciu rzutkach (ang. nine-dart finish lub nine-darter) – perfekcyjne zakończenie lega w grze w darta, tj. zdobycie 501 punktów w dziewięciu rzutach (trzech podejściach do tarczy). Jest to trudne i rzadko spotykane osiągnięcie, jednakże zawodnicy grający obecnie częściej osiągają takie zejścia niż gracze w latach 70. i 80. XX wieku.
Elementy w innych dyscyplinach sportowych porównywalne do wygranej w dziewięciu rzutkach:
- Break 147 – punktowy w snookerze
- Złoty Set w tenisie
- 300 punktowa gra w kręglach
- perfect game w baseballu.

## Sposoby osiągnięcia zejścia (po uzyskaniu 2x3xT20)
Legenda:

T - potrójny

D - podwójny

bullseye – centralny środek
- T20 (60), T19 (57) i D12 (24) (najczęściej spotykany)
- T18 (54), T17 (51) i D18 (36)
- T20 (60), T15 (45) i D18 (36)
- T17 (51), D20 (40) i bullseye (50)
- T19 (57), D17 (34) i bullseye (50)
- T20 (60), T17 (51) i D15 (30)
- T19 (57), T18 (54) i D15 (30)
- T19 (57), T16 (48) i D18 (36).

Za perfekcyjne zejście uznaje się takie, kiedy zawodnik trzykrotnie osiągnie taki zestaw punktów:
- T20 (60), T19 (57) i bullseye (50)

## Sposoby osiągnięcia zejścia (po uzyskaniu 3xT20, 3xT19)
- 3 x bullseye (50)
- T20 (60), T20 (60), D15 (30)
- T20 (60), T18 (54), D18 (36)
- T19 (57), T19 (57), D18 (36)

## Lista wygranych w dziewięciu rzutkach transmitowanych w telewizji
| Nr. | Data       | Zawodnik              | Turniej                      | Metoda                                                         | Nagroda                    | Sędzia               | Komentator/zy                                             |
| --- | ---------- | --------------------- | ---------------------------- | -------------------------------------------------------------- | -------------------------- | -------------------- | --------------------------------------------------------- |
| 1   | 1984-10-13 | John Lowe             | World Matchplay              | 3 x T20; 3 x T20; T17, T18, D18                                | £100.000                   | Freddie Williams     | Dave Lanning                                              |
| 2   | 1990-01-09 | Paul Lim              | BDO World Darts Championship | 3 x T20; 3 x T20; T20, T19, D12                                | £52.000                    | Martin Fitzmaurice   | Tony Green                                                |
| 3   | 2002-02-03 | Shaun Greatbatch      | Dutch Open                   | 3 x T20; 3 x T20; T20, T15, D18                                | €200                       | Steve Nicolas        | Albert Manting                                            |
| 4   | 2002-08-01 | Phil Taylor           | World Matchplay              | 3 x T20; 3 x T20; T20, T19, D12                                | £100.000                   | Russ Bray            | Sid Waddell Dave Lanning                                  |
| 5   | 2004-06-05 | Phil Taylor           | UK Open                      | 3 x T20; 3 x T20; T20, T19, D12                                | 501 butelek piwa Budweiser | Bruce Spendley       | Stuart Pyke John Gwynne                                   |
| 6   | 2005-06-12 | Phil Taylor           | UK Open                      | 3 x T20; 3 x T20; T20, T19, D12                                | 501 butelek piwa Budweiser | Bruce Spendley       | Dave Lanning John Gwynne                                  |
| 7   | 2006-03-23 | Raymond van Barneveld | Premier League Darts         | 3 x T20; 3 x T20; T20, T19, D12                                |                            | Bruce Spendley       | Sid Waddell John Gwynne                                   |
| 8   | 2007-02-17 | Michael van Gerwen    | Masters of Darts             | T20, 2 x T19; 3 x T20; T20, T17, D18                           | €10.000                    | Russ Bray            |                                                           |
| 9   | 2007-05-08 | Phil Taylor           | International Darts League   | 3 x T20; 3 x T20; T20, T19, D12                                | Opel Tigra                 | Bruce Spendley       |                                                           |
| 10  | 2007-05-09 | Tony O’Shea           | International Darts League   | 3 x T20; 3 x T20; T20, T19, D12                                | Opel Tigra Twin Top        | Bruce Spendley       |                                                           |
| 11  | 2007-06-09 | Phil Taylor           | UK Open                      | 3 x T20; 3 x T20; T20, T19, D12                                | £20.000                    | Russ Bray            | John Gwynne Rod Harrington                                |
| 12  | 2007-11-17 | John Walton           | Winmau World Masters         | 3 x T20; 3 x T20; T20, T19, D12                                | £2.000                     | Nick Rolls           | Tony Green David Croft                                    |
| 13  | 2008-06-06 | Phil Taylor           | UK Open                      | 3 x T20; 2 x T20, T19; 2 x T20, D12                            | £25.000                    | Russ Bray            | Stuart Pyke Sid Waddell                                   |
| 14  | 2008-09-22 | Adrian Lewis          | Championship League Darts    | 3 x T20; 2 x T20, T19; 2 x T18, D18                            | £50                        |                      |                                                           |
| 15  | 2008-11-20 | James Wade            | Grand Slam of Darts          | 3 x T20; 3 x T20; T20, T19, D12                                |                            | Bruce Spendley       | Stuart Pyke Alan Warriner-Little                          |
| 16  | 2009-01-02 | Raymond van Barneveld | PDC World Darts Championship | 3 x T20; 3 x T20; T20, T19, D12                                | £20.000                    | George Noble         | Nigel Pearson Sid Waddell                                 |
| 17  | 2009-09-27 | Mervyn King           | South African Masters        | 3 x T20; 3 x T20; T20, T19, D12                                | £10.000                    | Russ Bray            | John Gwynne Rob Harrington                                |
| 18  | 2009-12-13 | Darryl Fitton         | Zuiderduin Masters           | 2 x T20, T19; 3 x T20; 2 x T20, D12                            |                            | Rab Butler           | Jacques Nieuwlaat                                         |
| 19  | 2009-12-28 | Raymond van Barneveld | PDC World Darts Championship | 3 x T20; 3 x T20; T20, T19, D12                                | £25.000                    | George Noble         | Stuart Pyke Rob Harrington                                |
| 20  | 2010-04-29 | Raymond van Barneveld | Premier League Darts         | 3 x T20; 3 x T20; T20, T19, D12                                |                            | Bruce Spendley       | John Gwynne Rob Harrington                                |
| 21  | 2010-05-24 | Phil Taylor           | Premier League Darts         | T20, 2 x T19; 3 x T20; T20, T17, D18                           |                            | George Noble         | Sid Waddell Dave Lanning                                  |
| 22  | 2010-05-24 | Phil Taylor           | Premier League Darts         | 3 x T20; 3 x T20; T20, T19, D12                                |                            | George Noble         | Sid Waddell Dave Lanning                                  |
| 23  | 2010-06-05 | Mervyn King           | UK Open                      | 3 x T20; 3 x T20; T20, T19, D12                                | £5.000                     | George Noble         | John Gwynne Rob Studd                                     |
| 24  | 2010-07-17 | Raymond van Barneveld | World Matchplay              | 3 x T20; 3 x T20; T20, T19, D12                                | £5.000                     | Paul Hinks           | Sid Waddell Stuart Pyke                                   |
| 25  | 2011-01-03 | Adrian Lewis          | PDC World Darts Championship | 3 x T20; 3 x T20; T20, T19, D12                                | £10.000                    | George Noble         |                                                           |
| 26  | 2011-07-16 | John Part             | World Matchplay              | 3 x T20; 3 x T20; T20, T19, D12                                | £10.000                    | Paul Hinks           | Sid Waddell Rob Harrington                                |
| 27  | 2011-07-31 | Adrian Lewis          | European Championship        | 3 x T20; 3 x T20; T20, T19, D12                                |                            | Paul Hinks           | Stuart Pyke Chris Mason                                   |
| 28  | 2011-10-08 | Brandan Dolan         | World Grand Prix             | double-in double-out D20, 2 x T20; 3 x T20; T20, T17, bullseye | £5.000                     | George Noble         | John Gwynne Rob Harrington                                |
| 29  | 2012-02-16 | Phil Taylor           | Premier League Darts         | 3 x T20; T20, 2 x T19; T20, T17, D18                           |                            | Bruce Spendley       | Rob Studd Wayne Mardle                                    |
| 30  | 2012-05-17 | Simon Whitlock        | Premier League Darts         | 3 x T20; 3 x T20; T20, T15, D18                                |                            | George Noble         | John Gwynne Rob Studd                                     |
| 31  | 2012-06-08 | Gary Anderson         | UK Open                      | 3 x T20; 3 x T20; T20, T19, D12                                | £10.000                    | Russ Bray            | John Gwynne Stuart Pyke                                   |
| 32  | 2012-07-25 | Michael van Gerwen    | World Matchplay              | 3 x T20; 3 x T20; T20, T19, D12                                | £2.500                     | George Noble         | John Gwynne Rob Harrington Andrew Flintoff                |
| 33  | 2012-07-26 | Wes Newton            | World Matchplay              | 3 x T20; 2 x T20, T19; 2 x T20, D12                            | £2.500                     | Russ Bray            | John Gwynne Stuart Pyke                                   |
| 34  | 2012-12-23 | Dean Winstanley       | PDC World Darts Championship | 3 x T20; 3 x T20; T20, T19, D12                                | £7.500                     | Bruce Spendley       | John Gwynne Nigel Pearson                                 |
| 35  | 2012-12-30 | Michael van Gerwen    | PDC World Darts Championship | 3 x T20; 2 x T20, T19; 2 x T20, D12                            | £7.500                     | Russ Bray            | John Gwynne Stuart Pyke                                   |
| 36  | 2013-12-14 | Terry Jenkins         | PDC World Darts Championship | 3 x T20; 3 x T20; T20, T19, D12                                | £15.000                    | Russ Bray            | Wayne Mardle John Part                                    |
| 37  | 2013-12-14 | Kyle Anderson         | PDC World Darts Championship | 3 x T20; 3 x T20; T20, T19, D12                                | £15.000                    | Paul Hinks           | Stuart Pyke Rob Studd                                     |
| 38  | 2014-07-23 | Phil Taylor           | World Matchplay              | 3 x T20; 2 x T20, T19; 2 x T20, D12                            | £10.000                    | Kirk Bevins          | Wayne Mardle Stuart Pyke                                  |
| 39  | 2014-10-08 | James Wade            | World Grand Prix             | double-in double-out D20, 2 x T20; 3 x T20; T20, T17, bullseye | £2.500                     | Paul Hinks           | Rob Studd Stuart Pyke                                     |
| 40  | 2014-10-08 | Robert Thornton       | World Grand Prix             | double-in double-out D20, 2 x T20; 3 x T20; T20, T17, bullseye | £2.500                     | Paul Hinks           | Rob Studd Stuart Pyke                                     |
| 41  | 2014-10-26 | Michael van Gerwen    | European Championship        | 2 x T20, T19; 3 x T20; 2 x T20, D12                            | £5.000                     | Russ Bray            | Stuart Pyke Alan Warriner-Little                          |
| 42  | 2014-11-14 | Kim Huybrechts        | Grand Slam of Darts          | 3 x T20; 3 x T20; T20, T19, D12                                |                            | Kirk Bevins          | Wayne Mardle Rob Studd                                    |
| 43  | 2014-12-30 | Adrian Lewis          | PDC World Darts Championship | 3 x T20; 3 x T20; T20, T19, D12                                | £10.000                    | George Noble         | David Croft Wayne Mardle                                  |
| 44  | 2015-02-01 | Darryl Fitton         | Dutch Open                   | 3 x T20; 3 x T20; T20, T19, D12                                | Škoda Fabia                | Nick Rolls           | Niels de Ruijter                                          |
| 45  | 2015-08-22 | Phil Taylor           | Sydney Darts Masters         | 3 x T20; 3 x T20; T20, T19, D12                                |                            | Russ Bray            | Stuart Pyke Paul Nicholson                                |
| 46  | 2015-11-08 | Dave Chisnall         | Grand Slam of Darts          | 3 x T20; 3 x T20; T20, T19, D12                                | £30.000                    | George Noble         | Rob Harrington Rob Studd                                  |
| 47  | 2016-01-02 | Gary Anderson         | PDC World Darts Championship | 3 x T20; 3 x T20; T20, T19, D12                                | £15.000                    | Paul Hinks           | Rob Studd Wayne Mardle                                    |
| 48  | 2016-03-05 | Michael van Gerwen    | UK Open                      | 3 x T20; 3 x T20; T20, T19, D12                                | £10.000                    | Russ Bray            | Stuart Pyke Chris Mason                                   |
| 49  | 2016-04-14 | Adrian Lewis          | Premier League Darts         | 3 x T20; 2 x T20, T19; 2 x T20, D12                            |                            | Paul Hinks           | Rob Harrington Rob Studd                                  |
| 50  | 2016-11-25 | Alan Norris           | Players Championship Finals  | 3 x T20; 3 x T20; T20, T19, D12                                | £35.000                    | Huw Ware             |                                                           |
| 51  | 2017-04-13 | Adrian Lewis          | Premier League Darts         | 3 x T20; 3 x T20; T20, T19, D12                                | £15.000                    | Paul Hinks           | Stuart Pyke Wayne Mardle                                  |
| 52  | 2017-10-29 | Kyle Anderson         | European Championship        | 3 x T20; 3 x T20; T20, T19, D12                                | £25.000                    | Paul Hinks           | John Rawling Chris Mason                                  |
| 53  | 2018-07-26 | Gary Anderson         | World Matchplay              | 3 x T20; 3 x T20; T20, T19, D12                                | £45.000                    | Russ Bray            | John Part Rod Studd (TV) John Rawling Chris Mason (Radio) |
| 54  | 2018-11-14 | Dimitri Van den Bergh | Grand Slam of Darts          | 3 x T20; 3 x T20; T20, T19, D12                                | £25.000                    | Russ Bray            | Nigel Pearson Wayne Mardle                                |
| 55  | 2019-11-23 | Michael van Gerwen    | Players Championship Finals  | 3 x T20; 2 x T20, T19; 2 x T20, D12                            |                            | Paul Hicks           | John Rawling Alan Warriner-Little                         |
| 56  | 2020-02-27 | Michael Smith         | Premier League Darts         | 3 x T20; 3 x T20; T20, T19, D12                                | £25.000                    | Paul Hicks           | Nigel Pearson Wayne Mardle                                |
| 57  | 2020-03-07 | Jonny Clayton         | UK Open                      | 3 x T20, 3 x T20; T20, T19, D12                                |                            | Paul Hicks           | Chris Murphy Paul Nicholson                               |
| 58  | 2020-03-08 | Michael van Gerwen    | UK Open                      | 3 x T20, 3 x T20; T20, T19, D12                                |                            | Huw Ware             | Stuart Pyke Alan Warriner-Little                          |
| 59  | 2020-08-29 | Peter Wright          | Premier League Darts         | 3 x T20, 3 x T20; T20, T19, D12                                | £25.000                    | George Noble         | John Part Wayne Mardle                                    |
| 60  | 2020-10-29 | José de Sousa         | European Championship        | 3 x T20, 2 x T20, T19; 2 x T20, D12                            |                            | Kirk Bevins          | John Rawling Chris Mason                                  |
| 61  | 2020-12-29 | James Wade            | PDC World Darts Championship | 3 x T20, 3 x T20; T20, T19, D12                                |                            | George Noble         | Wayne Mardle Rod Harrington                               |
| 62  | 2021-04-07 | Jonny Clayton         | Premier League Darts         | 3 x T20, 3 x T20; T20, T19, D12                                |                            | George Noble         | Wayne Mardle Nigel Pearson                                |
| 63  | 2021-04-08 | José de Sousa         | Premier League Darts         | 3 x T20, 3 x T20; T20, T19, D12                                |                            | Russ Bray            | Stuart Pyke Wayne Mardle                                  |
| 64  | 2021-12-17 | William Borland       | PDC World Darts Championship | 3 x T20; 2 x T20, T19; 2 x T20, D12                            |                            | Kirk Bevins          | Stuart Pyke John Part                                     |
| 65  | 2021-12-18 | Darius Labanauskas    | PDC World Darts Championship | T20, 2 x T19; 3 x T20; T20, T17, D18                           |                            | Kirk Bevins          | Nigel Pearson John Part                                   |
| 66  | 2022-01-01 | Gerwyn Price          | PDC World Darts Championship | 3 x T20; 3 x T20; T19, T20, D12                                |                            | George Noble         | Wayne Mardle John Part                                    |
| 67  | 2022-02-17 | Gerwyn Price          | Premier League Darts         | 2 x T20, T19; 3 x T20; 2 x T20, D12                            |                            | George Noble         | Nigel Pearson Mark Webster                                |
| 68  | 2022-02-17 | Gerwyn Price          | Premier League Darts         | 3 x T20; 3 x T20; T19, T20, D12                                |                            | George Noble         | Nigel Pearson Mark Webster                                |
| 69  | 2022-03-05 | James Wade            | UK Open                      | 3 x T20; 3 x T20; T20, T19, D12                                |                            | Russ Bray            | Nigel Pearson Mark Webster                                |
| 70  | 2022-03-05 | Michael Smith         | UK Open                      | 3 x T20; 3 x T20; T20, T19, D12                                |                            | Kirk Bevins          | Dan Dawson Paul Nicholson                                 |
| 71  | 2022-07-23 | Gerwyn Price          | World Matchplay              | 3 x T20; 3 x T20; T19, T20, D12                                |                            | Russ Bray            | Rod Studd Mark Webster                                    |
| 72  | 2022-11-17 | Josh Rock             | Grand Slam of Darts          | 3 x T20; 3 x T20; T20, T19, D12                                |                            | George Noble         | Wayne Mardle Rod Studd                                    |
| 73  | 2022-11-27 | Michael van Gerwen    | Players Championship Finals  | 2 x T20, T19; 3 x T20; 2 x T20, D12                            |                            | Huw Ware             | John Rawling Chris Mason                                  |
| 74  | 2023-01-03 | Michael Smith         | PDC World Darts Championship | 3 x T20; 3 x T20; T20, T19, D12                                |                            | Kirk Bevins          | Stuart Pyke Wayne Mardle                                  |
| 75  | 2023-09-17 | Michael van Gerwen    | World Series of Darts Finals | T20, 2 x T19; 3 x T20; T20, T17, D18                           |                            | Kirk Bevins          | Stuart Pyke Alan Warriner-Little                          |
| 76  | 2023-11-13 | Ryan Searle           | Grand Slam of Darts          | 3 x T20; 3 x T20; T20, T19, D12                                |                            | Kirk Bevins          | Stuart Pyke Mark Webster                                  |
| 77  | 2023-11-26 | Michael van Gerwen    | Players Championship Finals  | 3 x T20; 3 x T20; T20, T19, D12                                |                            | Charlie Corstorphine | Stuart Pyke Alan Warriner-Little                          |
| 78  | 2024-01-19 | Luke Littler          | Bahrain Darts Masters        | 3 x T20; 3 x T20; T20, T19, D12                                |                            | Russ Bray            | Dan Dawson Stuart Pyke                                    |
| 79  | 2024-04-04 | Gerwyn Price          | Premier League Darts         | 3 x T20; 3 x T20; T19, T20, D12                                |                            | Kirk Bevins          | Dan Dawson Mark Webster                                   |
| 80  | 2024-05-23 | Luke Littler          | Premier League Darts         | 3 x T20; 3 x T20; T20, T19, D12                                |                            | Charlie Corstorphine | Wayne Mardle Glen Durrant                                 |
| 81  | 2024-07-14 | Dimitri Van den Bergh | World Matchplay              | 3 x T20; 3 x T20; T20, T19; D12                                |                            | Huw Ware             | Dan Dawson Glen Durrant                                   |
| 82  | 2024-12-18 | Christian Kist        | PDC World Darts Championship | 3 x T20; 3 x T20; T20, T19, D12                                | £60.000                    | Charlie Corstorphine | Dan Dawson John Part                                      |
| 83  | 2024-12-27 | Damon Heta            | PDC World Darts Championship | 3 x T20; 3 x T20; T20, T19, D12                                | £60.000                    | George Noble         | Stuart Pyke John Part                                     |
| 84  | 2025-02-01 | Dimitri Van den Bergh | PDC World Masters            | 3 x T20; 3 x T20; T20, T15, D18                                |                            | Kirk Bevins          | Stuart Pyke Alan Warriner-Little                          |
| 85  | 2025-03-06 | Luke Humphries        | Premier League Darts         | 3 x T20; 3 x T20; T20, T19, D12                                |                            | George Noble         | Rod Studd Laura Turner                                    |
| 86  | 2025-03-06 | Rob Cross             | Premier League Darts         | 3 x T20; 3 x T20; T19, T16, D18                                |                            | George Noble         | Mark Webster Laura Turner                                 |
| 87  | 2025-03-20 | Luke Littler          | Premier League Darts         | 3 x T20; 3 x T20; T20, T17, D15                                |                            | Huw Ware             | Mark Webster John Part                                    |
| 88  | 2025-04-10 | Gerwyn Price          | Premier League Darts         | 3 x T20; 3 x T20; T19, T20, D12                                |                            | Kirk Bevins          | Stuart Pyke Wayne Mardle                                  |
| 89  | 2025-05-15 | Gerwyn Price          | Premier League Darts         | 3 x T20; 3 x T20; T19, T20, D12                                |                            | Huw Ware             | Wayne Mardle Laura Turner                                 |
| 90  | 2025-07-26 | Luke Littler          | World Matchplay              | 3 x T20; 3 x T20; T20, T17, D15                                |                            | Kirk Bevins          | Dan Dawson Wayne Mardle                                   |